# Rock 'n' Roll Telephone
Rock 'n' Roll Telephone je třiadvacáté studiové album skotské rockové skupiny Nazareth, vydané v červnu roku 2014 u vydavatelství Union Square Music. Jeho producentem byl Yann Rouiller. Je posledním albem skupiny na kterém se podílel její zakládající člen, zpěvák Dan McCafferty. Album vyšlo také ve speciální verzi doplněné o dvě studiové nahrávky a pět koncertních.

## Seznam skladeb
Autory všech skladeb jsou členové skupiny Nazareth.
| Pořadí | Název                   | Délka |
| ------ | ----------------------- | ----- |
| 1.     | Boom Bang Bang          | 3:17  |
| 2.     | One Set of Bones        | 3:27  |
| 3.     | Back 2B4                | 4:52  |
| 4.     | Winter Sunlight         | 3:29  |
| 5.     | Rock 'n' Roll Telephone | 4:45  |
| 6.     | Punch a Hole in the Sky | 3:49  |
| 7.     | Long Long Time          | 4:18  |
| 8.     | The Right Time          | 4:50  |
| 9.     | Not Today               | 3:26  |
| 10.    | Speakeasy               | 3:17  |
| 11.    | God of the Mountain     | 3:44  |

| Bonusy na speciální verzi | Bonusy na speciální verzi                 | Bonusy na speciální verzi |
| Pořadí                    | Název                                     | Délka                     |
| ------------------------- | ----------------------------------------- | ------------------------- |
| 12.                       | Just a Ride                               | 2:49                      |
| 13.                       | Wanna Feel Good?                          | 3:49                      |
| 14.                       | Big Boy (koncertní nahrávka)              | 5:38                      |
| 15.                       | Kentucky Fried Blues (koncertní nahrávka) | 4:31                      |
| 16.                       | Sunshine (koncertní nahrávka)             | 3:41                      |
| 17.                       | Expect No Mercy (koncertní nahrávka)      | 5:06                      |
| 18.                       | God Save the South (koncertní nahrávka)   | 7:01                      |

## Obsazení
- Dan McCafferty – zpěv
- Jimmy Murrison – kytara, klávesy, doprovodné vokály
- Pete Agnew – baskytara, doprovodné vokály
- Lee Agnew – bicí, perkuse, klávesy, doprovodné vokály